# The Iron Petticoat
The Iron Petticoat je britská romantická komedie z roku 1956. Film režíroval Ralph Thomas a hlavní role ztvárnili Bob Hope a Katharine Hepburnová.

## Příběh
Na americké letecké základně v Západním Německu přistane se sovětskou stíhačkou Mig-15 (americká F-84F Thunderstreak pomalovaná rudými hvězdami) kapitán Vinka Kovalenko (Katharine Hepburnová), jejíž přílet však nemá žádné politické pozadí. Po zajetí a výslechu u plukovníka Newta Tarbella (Alan Gifford) se dozví, že se jedná o velmi úspěšnou a slavnou pilotku s mnoha prvenstvími, a že ze Sovětského svazu uprchla jen kvůli osobní záležitosti s jejím neuskutečněným povýšením. Po výslechu za plukovníkem dorazí jeho přítel a podřízený kapitán Chuck Lockwood (Bob Hope) zažádat o dovolenou, ale plukovník ho odmítne a nařídí mu, aby se postaral o Vinku a ukázal jí západní kulturu v tom nejlepším světle. Chuck odcestuje s Vinkou do Londýna, kam měl i tak namířeno za svou bohatou snoubenkou Connie (Noelle Middletonová). Hned první večer v hotelu ho však poněkud naštvaná Connie navštíví a začne hledat jeho novou milenku. Chuck se proti tomu ohradí a Vinku označí jen za chladnou a nepřitažlivou ženu. Hned na to je však Vinka z vedlejšího pokoje navštíví a Chuckův pohled na ženu v bílém pyžamu se spoustou medailí Connie rozhodně neutěší.
O Vinku se však začne také zajímat několik sovětských agentů, které na ni nasadí jejího starého známého a velkého obdivovatele Ivana Kropotkina (Robert Helpmann), o kterého však Vinka již ani nezavadí pohledem. Postupem času se ale čím dál více sbližuje s Chuckem, který se do ní i přes její chladnou povahu oddaného sovětského vojáka zamiluje. Následně je pozvána do ruské restaurace na sraz s plukovníkem Tarbellem, americkými velvyslanci i senátorem Howleyem, kde svou uniformu pro změnu vymění za poněkud odvážnější večerní šaty a na Chucka udělá velký dojem. Do restaurace však dorazí také několik sovětských agentů a v neposlední řade i Connie.
Mezitím, co se agenti pokoušejí Vinku nenápadně zajmout, uspí plukovníka Tarbella, zamění a unesou Connie a předtím něž opijí Chucka se s ním i jeden z nich před vchodem popere. Kropoktin pronásleduje Vinku i zde, ale kromě jednoho „pokusu o tanec“ se k ničemu jinému nezmůže. Vinka většinu večera protančí s Chuckem, kterého nakonec také odvede do hotelu a omámeného pitím od falešného číšníka ho i uloží. Vinka poté navštíví sovětské velvyslanectví, kde ji však chytí a svážou a brzy na to je předvedena před válečný soud, křivě obviněna z velezrady a odsouzena k smrti zastřelením. Chucka, kterého další z agentů omráčil, navštíví plukovník Tarbell i se senátorem Howleym a sdělí mu, že byla Vinka odsouzena. Na další demokratizaci Vinky jim už nesejde, ale Chuckovi na ni záleží a vydá se Vinku zachránit. Když se mu v tom pokusí zabránit otevřeně před svými nadřízenými prohlásí, že se z něj díky Vince stal komunista a uteče.
Na sovětském velvyslanectví ho však nepřijmou, ale poté, co se popere s vrátnou ho pustí a za doprovodu více než deseti vojáků je předveden k plukovníku Sklarnoffovi (James Robertson Justice). S rozsudkem však nic nezmůže a je odveden do cely. Mezitím je Vinka smířená s osudem odvedena do auta a odvezena na letiště odkud odletí přímo do Moskvy na popravu. Chuckovi se mezitím v cele podaří přesvědčit oba sovětské vojáky k narukování do americké armády za mnohem příznivějšími podmínkami a po přísaze k poslušnosti k nadřízeným jim rozkáže, aby ho pustili ven. Na letiště proklouzne jako sovětský delegát a po zbavení se pilota Ganoviče (Olaf Pooley) sám tajně převezme řízení letadla. Jeho vzlet je však ještě horší než Ganovičův, a proto do kokpitu pošlou samotnou Vinku, aby se ujala řízení. Při jejím odvedení do kokpitu však zjistí, že pilotem je Chuck a Vince nařídí, aby letěla do Moskvy jinak Chucka zastřelí.
Po přistání v Moskvě na ně již čeká desetičlenná popravní četa se samopaly, ale kolem Vinky s Chuckem, kteří se naposledy objímají jen projde. K jejich údivu zajme místo nich plukovníka Sklarnoffa a jeho spolupracovníky. Na Vinku s Chuckem zde již čeká světový tisk i živý rádiový přenos, při kterém je jim vysvětleno, že Sklarnoff a spol. byli zatčeni za chování porušující vztahy SSSR se Západem, a že jejich vztah je plně podporován i mírumilovným Sovětským svazem. V Moskvě je již naplánována i jejich svatba, se kterou nakonec souhlasí, ale oznamují, že budou žít v jejich vysněném městě Indianopolis ve státě Indiana v Americe.

## Obsazení
| Bob Hope                | kapitán Chuck Lockwood  |
| Katharine Hepburnová    | kapitán Vinka Kovalenko |
| Noelle Middleton        | Connie                  |
| James Robertson Justice | plukovník Sklarnoff     |
| Robert Helpmann         | Ivan Kropotkin          |
| Alan Gifford            | plukovník Newt Tarbell  |
| Alexander Gauge         | senátor Howley          |
| Olaf Pooley             | Osip Ganovič            |